# Outlet

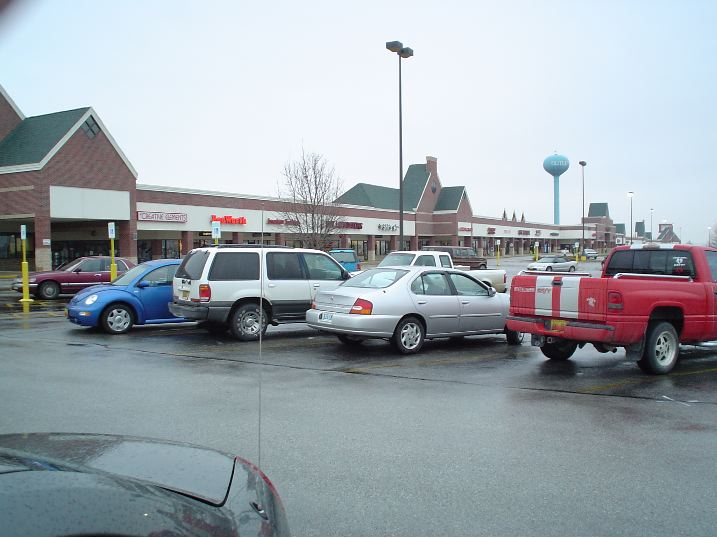
Sklep Nebraska Crossing Outlets

Outlet (z ang.) – sklep fabryczny, sprzedający towar wyłącznie jednego producenta. Obiekty tego typu często znajdują się przy fabrykach, choć nie jest to regułą.
Słowo „outlet” jest także używane jako określenie nieużywanego towaru pochodzącego z końcówek serii, nadwyżek produkcyjnych, licytacji, zwrotów konsumenckich, pozostałości niesprzedanych przez sklepy pierwotnego przeznaczenia danej marki. Są to kolekcje z ubiegłych sezonów, a także aktualne, zarówno w I jak i II gatunku, występujące często w niepełnych rozmiarach, lub zastępczych opakowaniach. Towar outletowy może również nie posiadać kompletnych metek oryginalnych (części lub wszystkich).
Jeśli chodzi o outlet w tym drugim znaczeniu, w 2016 roku w Polsce znajdowało się 13 outletowych centrów handlowych o łącznej powierzchni 213 tys. m² w 10 polskich aglomeracjach:
- Warszawa: Factory Outlet Ursus (2002), Designer Outlet Piaseczno (2006), Factory Outlet Annopol (2013),
- Sosnowiec: Designer Outlet Sosnowiec (2004),
- Gdańsk: Designer Outlet Gdańsk (2005),
- Wrocław: Wrocław Fashion Outlet (2006),
- Poznań: Factory Outlet Luboń (2007),
- Kraków: Factory Outlet Modlniczka (2011),
- Szczecin: Outlet Park (2012),
- Łódź: Ptak Outlet Rzgów (2014),
- Lublin: Outlet Center (2014),
- Białystok: Outlet Białystok (2014), Outlet Center (2015),
- Rzeszów: Outlet Graffica (2016)
- Gliwice: Factory Outlet (2019)

Kolejne centra w budowie znajdują się w Bydgoszczy (Metropolitan Outlet, dawniej Galeria Glinki) oraz w Warszawie (Outlet Atmosfera). Zaawansowane prace projektowe dotyczą również obiektu w Toruniu (Outlet Toruń).